# Ceratophyllaceae
Ceratophyllaceae is een botanische naam, voor een familie van bedektzadigen. Een familie onder deze naam wordt universeel erkend door systemen voor plantentaxonomie, en ook door het APG-systeem (1998) en het APG II-systeem (2003): deze delen haar in bij een orde Ceratophyllales.
Het gaat om een kleine tot heel kleine familie van waterplanten, waartoe het grof hoornblad (Ceratophyllum demersum) en fijn hoornblad (Ceratophyllum submersum) behoren.
Het Cronquist systeem (1981) deelt de familie in bij de orde Nymphaeales.

## Externe links

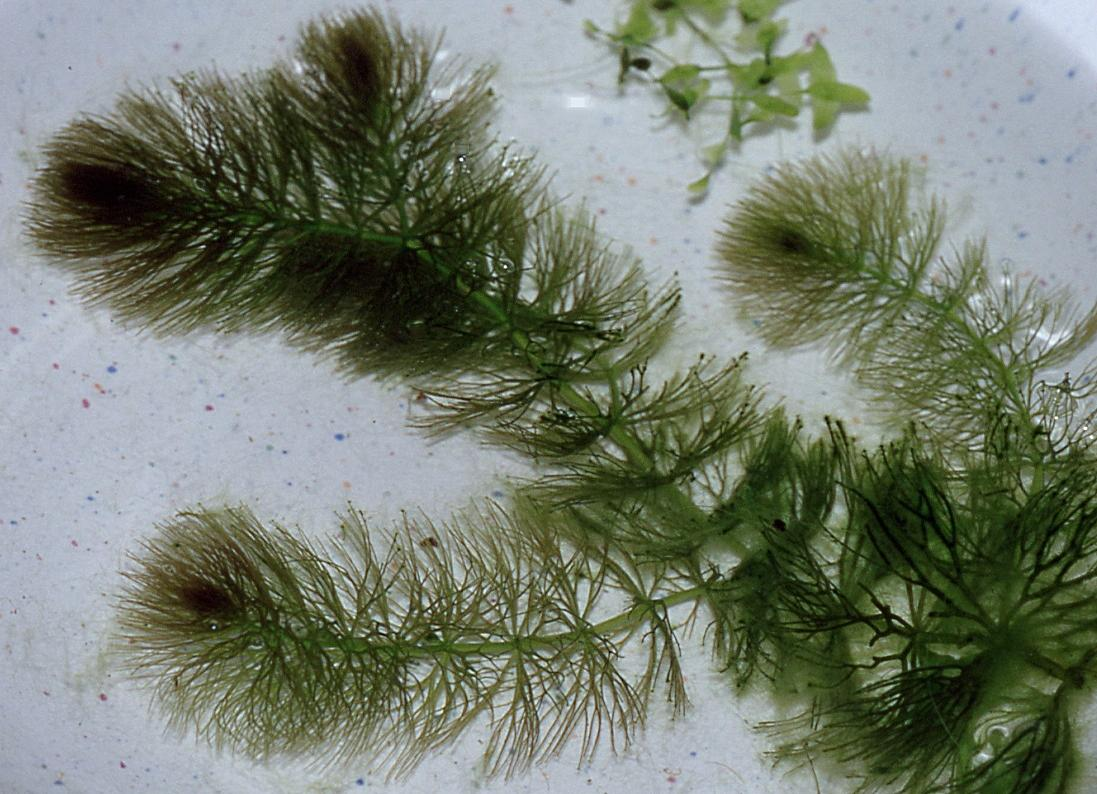
Fijn hoornblad

## Geslachten
- Ceratophyllum L. - Hoornblad